# Мирненское сельское муниципальное образование
Мирненское сельское муниципальное образование — сельское поселение в Октябрьском районе Калмыкии. Административным центром и единственным населённым пунктом в составе поселения является посёлок Мирный. Также на территории поселения располагался посёлок Дружный, лишённый статуса населённого пункта.

## История
Мирненский сельский Совет народных депутатов был образован в 1979 году. В Мирненское сельское муниципальное образование Мирненский сельский Совет был преобразован на основании  решения Собрания депутатов Мирненского СМО  № 15 от 28 августа 2001 года.

## География
Мирненское СМО расположено в пределах Сарпинской низменности. Общая площадь Мирненского СМО составляет 76 939 га. Мирненское СМО граничит на юго-востоке с Джангарским, на юге - Иджилским, на юго-западе - с Цаган-Нурским, на западе и северо-западе - с Большецарынским СМО Октябрьского района Калмыкии, на севере - с Ики-Бухусовским СМО Малодербетовского района Калмыкии, на востоке - с Черноярским районом Астраханской области.

## Климат
Климат Мирненского СМО является резко континентальным. Среднегодовая температура равна +7 С, среднемесячная температура июля +25 С. Однако нередки годы,  когда температура опускается в январе до -30 С, а в июле - августе поднимается до +40 С. Лето жаркое и сухое, зима малоснежная и ветреная. Характерной чертой климата является неустойчивость температурного режима, во все периоды года, особенно зимой. Так зимой зачастую морозная погода чередуется оттепелями в течение которых среднесуточная температура удерживается на уровне +5-10°С, что определяет неустойчивость снежного покрова.

## Население
| 2002 | 2010 | 2011 | 2012 | 2013 | 2014 | 2015 |
| ---- | ---- | ---- | ---- | ---- | ---- | ---- |
| 587  | ↘552 | ↗557 | ↘539 | ↘537 | ↘524 | ↘507 |
| 2016 | 2017 | 2018 | 2019 | 2020 | 2021 |      |
| ↘502 | ↗508 | ↘500 | ↘492 | ↗497 | ↘463 |      |

### Национальный состав
По данным Всероссийской переписи населения 2010 года:
| Национальность | Численность (чел.) | Процентное соотношение |
| -------------- | ------------------ | ---------------------- |
| Калмыки        | 447                | 80,98%                 |
| Даргинцы       | 51                 | 9,24%                  |
| Русские        | 36                 | 6,52%                  |
| Другие         | 18                 | 3,26%                  |
| Всего          | 552                | 100,00%                |